# Cicurina sintonia
Cicurina sintonia là một loài nhện trong họ Dictynidae.
Loài này thuộc chi Cicurina. Cicurina sintonia được Willis J. Gertsch miêu tả năm 1992.